# Gabinete Albanese II
El gabinete Albanese II es el 74.º Gabinete del gobierno de Australia. Está dirigido por el 31º primer ministro del país, Anthony Albanese. El gabinete Albanese sucedió al primer gabinete del propio Albanese el 13 de mayo de 2025 luego de lograr revalidar su mayoría absoluta en las elecciones de 2025.

## Contexto

### Elecciones
Los laboristas lograron mejorar su ya existente mayoría absoluta en la Cámara Baja y arrebataron el primer lugar a la Coalición Nacional, algo que no ocurría desde 2007. Además, obtuvieron su mejor resultado desde las elecciones de 1987. La Coalición Nacional-Liberal registró su peor resultado histórico desde su fundación, y su líder y candidato, Peter Dutton, no logró revalidar su escaño en Dickson, siendo derrotado por la candidata laborista Ali France, quien le superó por un margen de más de diez mil votos. Los Verdes también se vieron fuertemente afectados por el ascenso laborista, sufriendo grandes pérdidas en número de votos y escaños, especialmente en las ciudades de Melbourne, Wills, Canberra y en su bastión histórico de Ryan.

### Formación del gobierno
Luego de la victoria aplastante de Albanese la gobernadora general de Australia, Samantha Mostyn en representación del rey del Reino Unido y la Mancomunidad de Naciones, Carlos III otorgo la confianza al líder laborista para formar un gobierno en su nombre. El gabinete tomo posesión el 13 de mayo de 2025.

## Apoyo parlamentario
| Cámara                   | Candidato        | Fecha                                        | Voto |    |    |    |   |   |   |   | Ind. | Total  |
| ------------------------ | ---------------- | -------------------------------------------- | ---- | -- | -- | -- | - | - | - | - | ---- | ------ |
| Cámara de Representantes | Anthony Albanese | 13 de mayo de 2025 Mayoría absoluta (76/151) | Sí   | 94 |    |    |   |   |   |   |      | 94/150 |
| Cámara de Representantes | Anthony Albanese | 13 de mayo de 2025 Mayoría absoluta (76/151) | No   |    | 18 | 16 | 9 |   |   |   | 9    | 52/150 |
| Cámara de Representantes | Anthony Albanese | 13 de mayo de 2025 Mayoría absoluta (76/151) | Abs. |    |    |    |   | 1 | 1 | 1 | 1    | 4/150  |

## Gabinete ministerial
Partido Laborista Australiano Facción de Izquierda     Partido Laborista Australiano Facción de Derecha

### Primer Ministro
| Fotografía | Primer Ministro  | Período            | Período     | Facción | Facción |
| Fotografía | Primer Ministro  | Inicio             | Fin         | Facción | Facción |
| ---------- | ---------------- | ------------------ | ----------- | ------- | ------- |
|            | Anthony Albanese | 13 de mayo de 2025 | En el cargo |         |         |

### Viceprimer Ministro
| Fotografía | Primer Ministro | Período            | Período     | Facción | Facción |
| Fotografía | Primer Ministro | Inicio             | Fin         | Facción | Facción |
| ---------- | --------------- | ------------------ | ----------- | ------- | ------- |
|            | Richard Marles  | 13 de mayo de 2025 | En el cargo |         |         |

### Ministerios
| Ministerio                                                             | Fotografía | Titular              | Período            | Período     | Facción | Facción |
| Ministerio                                                             | Fotografía | Titular              | Inicio             | Fin         | Facción | Facción |
| ---------------------------------------------------------------------- | ---------- | -------------------- | ------------------ | ----------- | ------- | ------- |
| Aborígenes Australianos                                                |            | Malarndirri McCarthy | 13 de mayo de 2025 | En el cargo |         |         |
| Agricultura, Pesca y Silvicultura                                      |            | Julie Collins        | 13 de mayo de 2025 | En el cargo |         |         |
| Asuntos Exteriores                                                     |            | Penny Wong           | 13 de mayo de 2025 | En el cargo |         |         |
| Cambio Climático, Emergencia Climática y Energía                       |            | Chris Bowen          | 13 de mayo de 2025 | En el cargo |         |         |
| Comercio, Turismo y Asuntos Parlamentarios                             |            | Don Farrell          | 13 de mayo de 2025 | En el cargo |         |         |
| Comunidades y Deporte                                                  |            | Anika Wells          | 13 de mayo de 2025 | En el cargo |         |         |
| Defensa                                                                |            | Richard Marles       | 13 de mayo de 2025 | En el cargo |         |         |
| Educación                                                              |            | Jason Clare          | 13 de mayo de 2025 | En el cargo |         |         |
| Empleo y Relaciones Laborales                                          |            | Amanda Rishworth     | 13 de mayo de 2025 | En el cargo |         |         |
| Finanzas, Función Pública, Servicios Gubernamentales y Mujer           |            | Katy Gallagher       | 13 de mayo de 2025 | En el cargo |         |         |
| Fiscal General de la Mancomunidad de Australia                         |            | Michelle Rowland     | 13 de mayo de 2025 | En el cargo |         |         |
| Industria, Innovación y Ciencia                                        |            | Tim Ayres            | 13 de mayo de 2025 | En el cargo |         |         |
| Industria de Defensa e Islas del Pacífico                              |            | Pat Conroy           | 13 de mayo de 2025 | En el cargo |         |         |
| Infraestructuras, Transporte, Desarrollo Regional y Relaciones Locales |            | Catherine King       | 13 de mayo de 2025 | En el cargo |         |         |
| Interior, Inmigración, Asilo, Ciberseguridad y Artes                   |            | Tony Burke           | 13 de mayo de 2025 | En el cargo |         |         |
| Medio Ambiente y Aguas                                                 |            | Murray Watt          | 13 de mayo de 2025 | En el cargo |         |         |
| Pequeñas Empresas, Desarrollo Internaciones y Asuntos Multiculturales  |            | Anne Aly             | 13 de mayo de 2025 | En el cargo |         |         |
| Salud, Tercera Edad, Cuidado y Discapacidades                          |            | Mark Butler          | 13 de mayo de 2025 | En el cargo |         |         |
| Servicios Sociales y Bienestar                                         |            | Tanya Plibersek      | 13 de mayo de 2025 | En el cargo |         |         |
| Tesorero                                                               |            | Jim Chalmers         | 13 de mayo de 2025 | En el cargo |         |         |
| Recursos Naturales y Norte de Australia                                |            | Madeleine King       | 13 de mayo de 2025 | En el cargo |         |         |
| Vivienda, Personas y Agenda Urbana                                     |            | Clare O'Neil         | 13 de mayo de 2025 | En el cargo |         |         |